# Euseius fustis
Euseius fustis är en spindeldjursart som först beskrevs av Pritchard och Baker 1962.  Euseius fustis ingår i släktet Euseius och familjen Phytoseiidae. Inga underarter finns listade i Catalogue of Life.